# Laroquebrou
Laroquebrou est une commune, située dans le département du Cantal en région Auvergne-Rhône-Alpes. Elle était le chef-lieu de la communauté de communes Entre deux lacs en Châtaigneraie, jusqu'en 2016.
Ses habitants sont appelés les Roquais et les Roquaises.

## Géographie
La commune de Laroquebrou, traversée par le 45e parallèle nord, est de ce fait située à égale distance du pôle Nord et de l'équateur terrestre (environ 5 000 km).

### Climat
Pour des articles plus généraux, voir Climat d'Auvergne-Rhône-Alpes et Climat du Cantal.
En 2010, le climat de la commune est de type climat océanique altéré, selon une étude du CNRS s'appuyant sur une série de données couvrant la période 1971-2000. En 2020, Météo-France publie une typologie des climats de la France métropolitaine dans laquelle la commune est exposée à un climat de montagne ou de marges de montagne et est dans la région climatique  Ouest et nord-ouest du Massif Central, caractérisée par une pluviométrie annuelle de 900 à 1 500 mm, maximale en automne et en hiver. 
Pour la période 1971-2000, la température annuelle moyenne est de 10,8 °C, avec une amplitude thermique annuelle de 15,6 °C. Le cumul annuel moyen de précipitations est de 1 288 mm, avec 12,7 jours de précipitations en janvier et 7,7 jours en juillet. Pour la période 1991-2020, la température moyenne annuelle observée sur la station météorologique de Météo-France la plus proche, « Camps »sur la commune de Camps-Saint-Mathurin-Léobazel à 16 km à vol d'oiseau, est de 11,1 °C et le cumul annuel moyen de précipitations est de 1 432,2 mm,. Pour l'avenir, les paramètres climatiques de la commune estimés pour 2050 selon différents scénarios d'émission de gaz à effet de serre sont consultables sur un site dédié publié par Météo-France en novembre 2022.

## Urbanisme

### Typologie
Au 1er janvier 2024, Laroquebrou est catégorisée commune rurale à habitat dispersé, selon la nouvelle grille communale de densité à 7 niveaux définie par l'Insee en 2022.
Elle est située hors unité urbaine. Par ailleurs la commune fait partie de l'aire d'attraction d'Aurillac, dont elle est une commune de la couronne,. Cette aire, qui regroupe 85 communes, est catégorisée dans les aires de 50 000 à moins de 200 000 habitants,.

### Occupation des sols
L'occupation des sols de la commune, telle qu'elle ressort de la base de données européenne d’occupation biophysique des sols Corine Land Cover (CLC), est marquée par l'importance des territoires agricoles (55,6 % en 2018), en augmentation par rapport à 1990 (49 %). La répartition détaillée en 2018 est la suivante : 
forêts (39,7 %), zones agricoles hétérogènes (31,1 %), prairies (24,5 %), zones urbanisées (4,6 %), eaux continentales (0,1 %). L'évolution de l’occupation des sols de la commune et de ses infrastructures peut être observée sur les différentes représentations cartographiques du territoire : la carte de Cassini (XVIIIe siècle), la carte d'état-major (1820-1866) et les cartes ou photos aériennes de l'IGN pour la période actuelle (1950 à aujourd'hui).

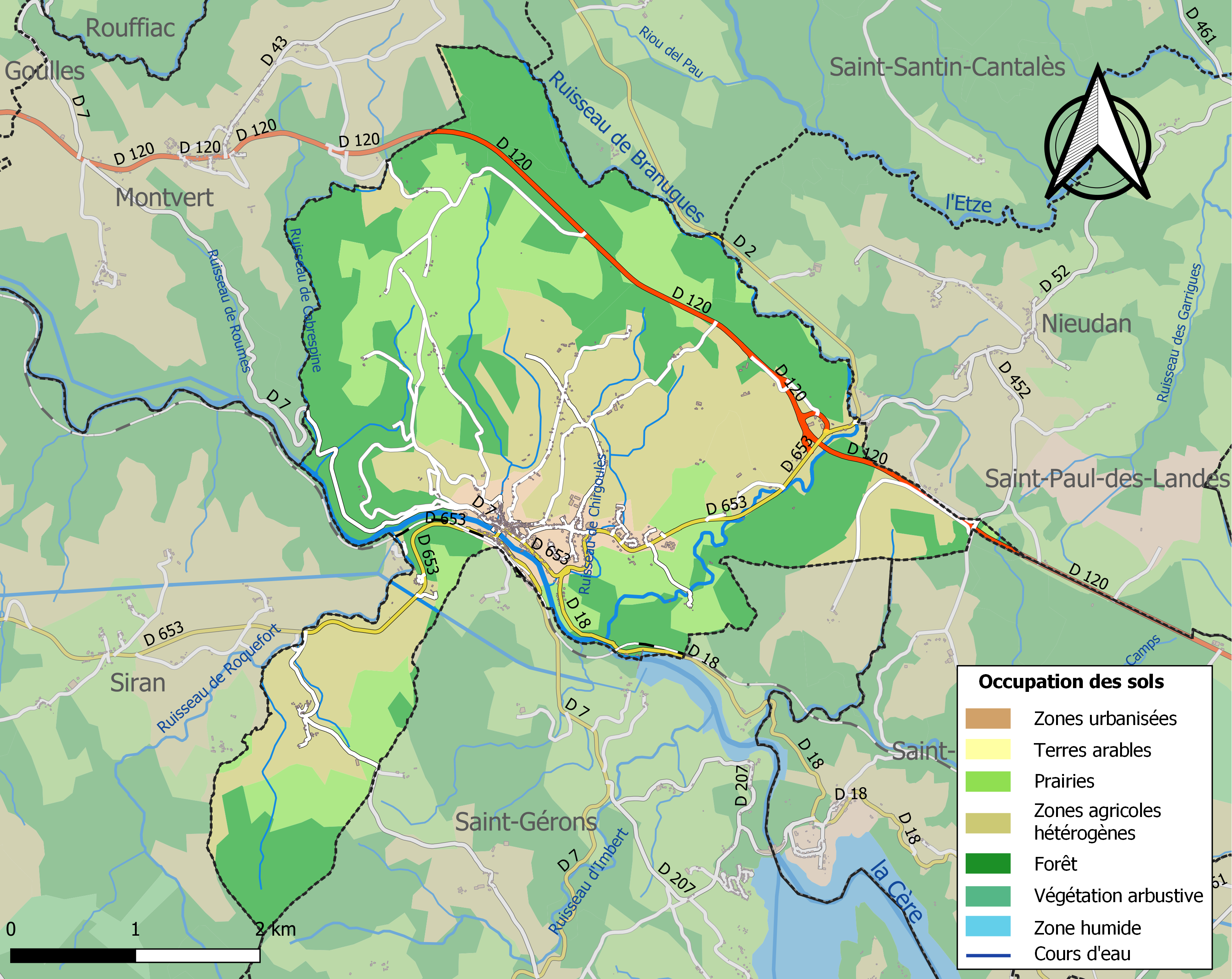
Carte des infrastructures et de l'occupation des sols de la commune en 2018 (CLC).

### Habitat et logement
En 2018, le nombre total de logements dans la commune était de 656, alors qu'il était de 614 en 2013 et de 608 en 2008.
Parmi ces logements, 59,2 % étaient des résidences principales, 26,3 % des résidences secondaires et 14,5 % des logements vacants. Ces logements étaient pour 75,8 % d'entre eux des maisons individuelles et pour 24,2 % des appartements.
Le tableau ci-dessous présente la typologie des logements à Laroquebrou en 2018 en comparaison avec celle du Cantal et de la France entière. Une caractéristique marquante du parc de logements est ainsi une proportion de résidences secondaires et logements occasionnels (26,3 %) supérieure à celle du département (20,4 %) et à celle de la France entière (9,7 %). Concernant le statut d'occupation de ces logements, 64 % des habitants de la commune sont propriétaires de leur logement (64,4 % en 2013), contre 70,4 % pour le Cantal et 57,5 pour la France entière.
| Typologie                                               | Laroquebrou | Cantal | France entière |
| ------------------------------------------------------- | ----------- | ------ | -------------- |
| Résidences principales (en %)                           | 59,2        | 67,7   | 82,1           |
| Résidences secondaires et logements occasionnels (en %) | 26,3        | 20,4   | 9,7            |
| Logements vacants (en %)                                | 14,5        | 11,9   | 8,2            |

## Toponymie
La Ròca Brau en aurillacois, dialecte occitan.
Le toponyme est mentionné pour la première fois en 1275 : Castrum de Larocabrou. Il apparaît par la suite sous diverses formes : Rappesbrau (1370), Roquebraou ou Rupesbraou (1449), Rocabrao, Roquabroa, Rupesbrao (1486), la Roqbrou (1617), Roquebroal (1653), la Roquebro (1666). Il vient de l'occitan ròca (roche, château fort) et brau (taureau).

## Histoire

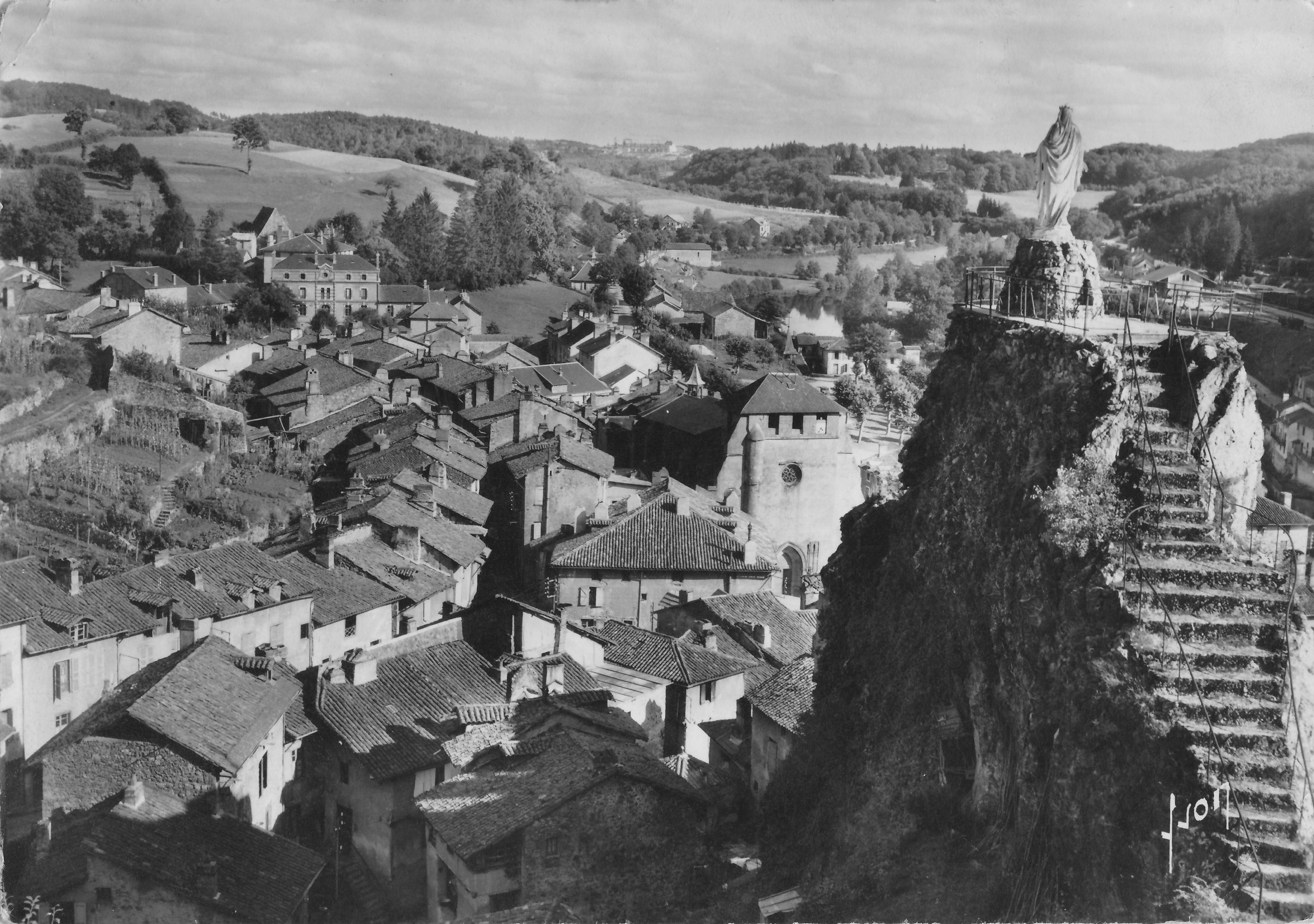
Laroquebrou vers 1953.

## Politique et administration
| Période                                  | Période       | Identité                            | Étiquette    | Qualité                                      |
| ---------------------------------------- | ------------- | ----------------------------------- | ------------ | -------------------------------------------- |
|                                          |               | Jean-Baptiste de Gain de Montaignac |              | Garde du corps du Roi Louis XVI.             |
| Les données manquantes sont à compléter. |               |                                     |              |                                              |
| 1808                                     | 1829          | Pierre Hilaire Denevers             |              | Notaire.                                     |
| 1829                                     | 1833          | Jean-Annet Four                     |              |                                              |
| 1833                                     | 1835          | Jean-Baptiste Chablat               |              |                                              |
| 1835                                     | 1938          | François Victor Four                |              |                                              |
| 1838                                     | 1842          | Jean-Toussaint Rivière              |              |                                              |
| 1842                                     | 1847          | Four                                |              |                                              |
| 1847                                     | 1851          | Pouget                              |              |                                              |
| 1851                                     |               | Jean-Pierre Taule-de-Barreyrac      |              |                                              |
| Les données manquantes sont à compléter. |               |                                     |              |                                              |
| 1876                                     | 1892          | Claude Gaspard Pouget               |              | Médecin.                                     |
| 1892                                     |               | Joseph de Favelly                   |              |                                              |
|                                          | 1896          | Firmin Dessales                     |              |                                              |
| 1896                                     | 1912          | Jean-Louis Astorgis                 |              |                                              |
| 1912                                     | 1919          | Isidore Pierre Calle                |              |                                              |
| 1919                                     | décembre 1944 | Emile Urbain Dumas                  |              | Greffier. Chevalier de la Légion d'honneur.  |
| décembre 1944                            | décembre 1945 | Dr. Charles Chanut                  |              | Médecin.                                     |
| décembre 1945                            | novembre 1947 | Joseph Bourdier                     |              |                                              |
| novembre 1947                            | janvier 1949  | Jean Four                           |              |                                              |
| janvier 1949                             | mars 1952     | Dr. Antoine Jean Maurice Pinchinat  | Rad.         | Médecin. Conseiller général de 1951 à 1968.  |
| mars 1952                                |               | Jean Four                           |              |                                              |
| Les données manquantes sont à compléter. |               |                                     |              |                                              |
| mars 1995                                | mars 2008     | Christian Meiniel                   | RPR puis UMP | Enseignant. Conseiller général jusqu'en 2008 |
| mars 2008                                | juillet 2020  | Guy Blandino                        | DVG          | Retraité de l'enseignement                   |
| juillet 2020                             | En cours      | Pascal Malvezin                     | LR           | Cadre de santé                               |

## Population et société

### Démographie

#### Évolution démographique
L'évolution du nombre d'habitants est connue à travers les recensements de la population effectués dans la commune depuis 1793. Pour les communes de moins de 10 000 habitants, une enquête de recensement portant sur toute la population est réalisée tous les cinq ans, les populations de référence des années intermédiaires étant quant à elles estimées par interpolation ou extrapolation. Pour la commune, le premier recensement exhaustif entrant dans le cadre du nouveau dispositif a été réalisé en 2005.

En 2022, la commune comptait 791 habitants, en évolution de −10,92 % par rapport à 2016 (Cantal : −1,08 %, France hors Mayotte : +2,11 %).
| 1793  | 1800  | 1806  | 1821  | 1831  | 1836  | 1841  | 1846  | 1851  |
| ----- | ----- | ----- | ----- | ----- | ----- | ----- | ----- | ----- |
| 1 275 | 1 276 | 1 368 | 1 327 | 1 361 | 1 371 | 1 375 | 1 410 | 1 476 |

| 1856  | 1861  | 1866  | 1872  | 1876  | 1881  | 1886  | 1891  | 1896  |
| ----- | ----- | ----- | ----- | ----- | ----- | ----- | ----- | ----- |
| 1 365 | 1 403 | 1 472 | 1 496 | 1 474 | 1 897 | 1 885 | 1 703 | 1 593 |

| 1901  | 1906  | 1911  | 1921  | 1926  | 1931  | 1936  | 1946  | 1954  |
| ----- | ----- | ----- | ----- | ----- | ----- | ----- | ----- | ----- |
| 1 634 | 1 700 | 1 657 | 1 574 | 1 533 | 1 564 | 1 293 | 1 520 | 1 238 |

| 1962  | 1968  | 1975  | 1982  | 1990  | 1999  | 2005 | 2006  | 2010 |
| ----- | ----- | ----- | ----- | ----- | ----- | ---- | ----- | ---- |
| 1 237 | 1 193 | 1 014 | 1 023 | 1 048 | 1 080 | 992  | 1 001 | 814  |

| 2015 | 2020 | 2022 | - | - | - | - | - | - |
| ---- | ---- | ---- | - | - | - | - | - | - |
| 887  | 804  | 791  | - | - | - | - | - | - |

#### Pyramide des âges
La population de la commune est relativement âgée. En 2020, le taux de personnes d'un âge inférieur à 30 ans s'élève à 18,2 %, soit un taux inférieur à la moyenne départementale (26,7 %). À l'inverse, le taux de personnes d'un âge supérieur à 60 ans (47,9 %) est supérieur au taux départemental (36,3 %).
En 2020, la commune comptait 391 hommes pour 413 femmes, soit un taux de 51,37 % de femmes, supérieur au taux départemental (51,16 %).
Les pyramides des âges de la commune et du département s'établissent comme suit :
| Hommes | Classe d’âge | Femmes |
| ------ | ------------ | ------ |
| 4,1    | 90 ou +      | 9,9    |
| 13     | 75-89 ans    | 21,3   |
| 27,6   | 60-74 ans    | 19,6   |
| 23,3   | 45-59 ans    | 20,8   |
| 13,6   | 30-44 ans    | 10,4   |
| 9      | 15-29 ans    | 9      |
| 9,5    | 0-14 ans     | 9      |

| Hommes | Classe d’âge | Femmes |
| ------ | ------------ | ------ |
| 1,2    | 90 ou +      | 3,1    |
| 10,1   | 75-89 ans    | 13,5   |
| 22,9   | 60-74 ans    | 22,6   |
| 21,8   | 45-59 ans    | 20,5   |
| 16,1   | 30-44 ans    | 15,2   |
| 13,8   | 15-29 ans    | 11,9   |
| 14,2   | 0-14 ans     | 13,3   |

### Manifestations et festivités
Depuis 1998 a lieu en août, le festival de  boogie-woogie qui attire des milliers de visiteurs.

## Culture locale et patrimoine

### Lieux et monuments
- Château de Laroquebrou
- Château de Messac
- Église Saint-Martin de Laroquebrou
- Hôtel de ville de Laroquebrou
- Le Dolmen du Bois de la Margide a disparu

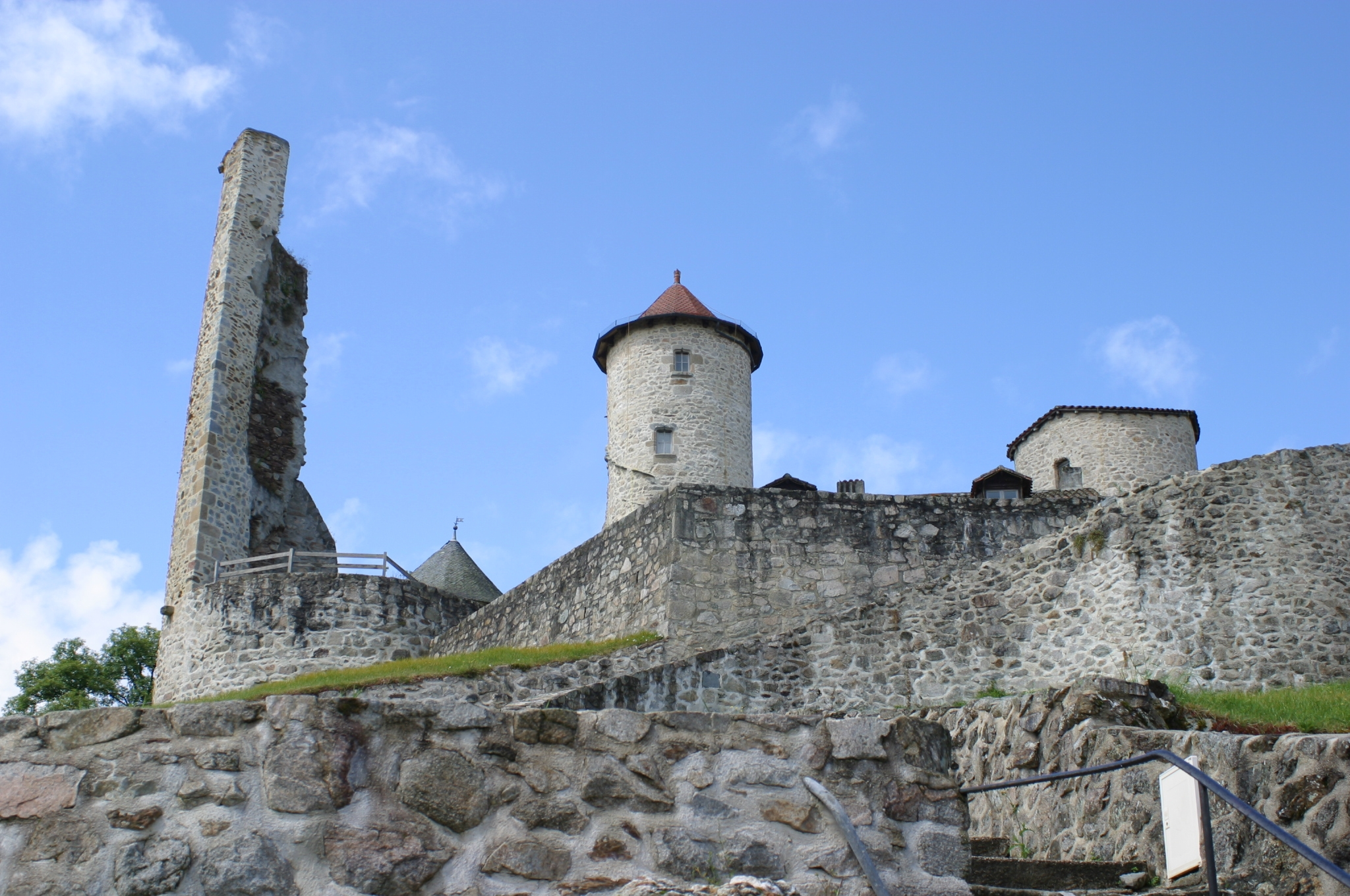
Château.
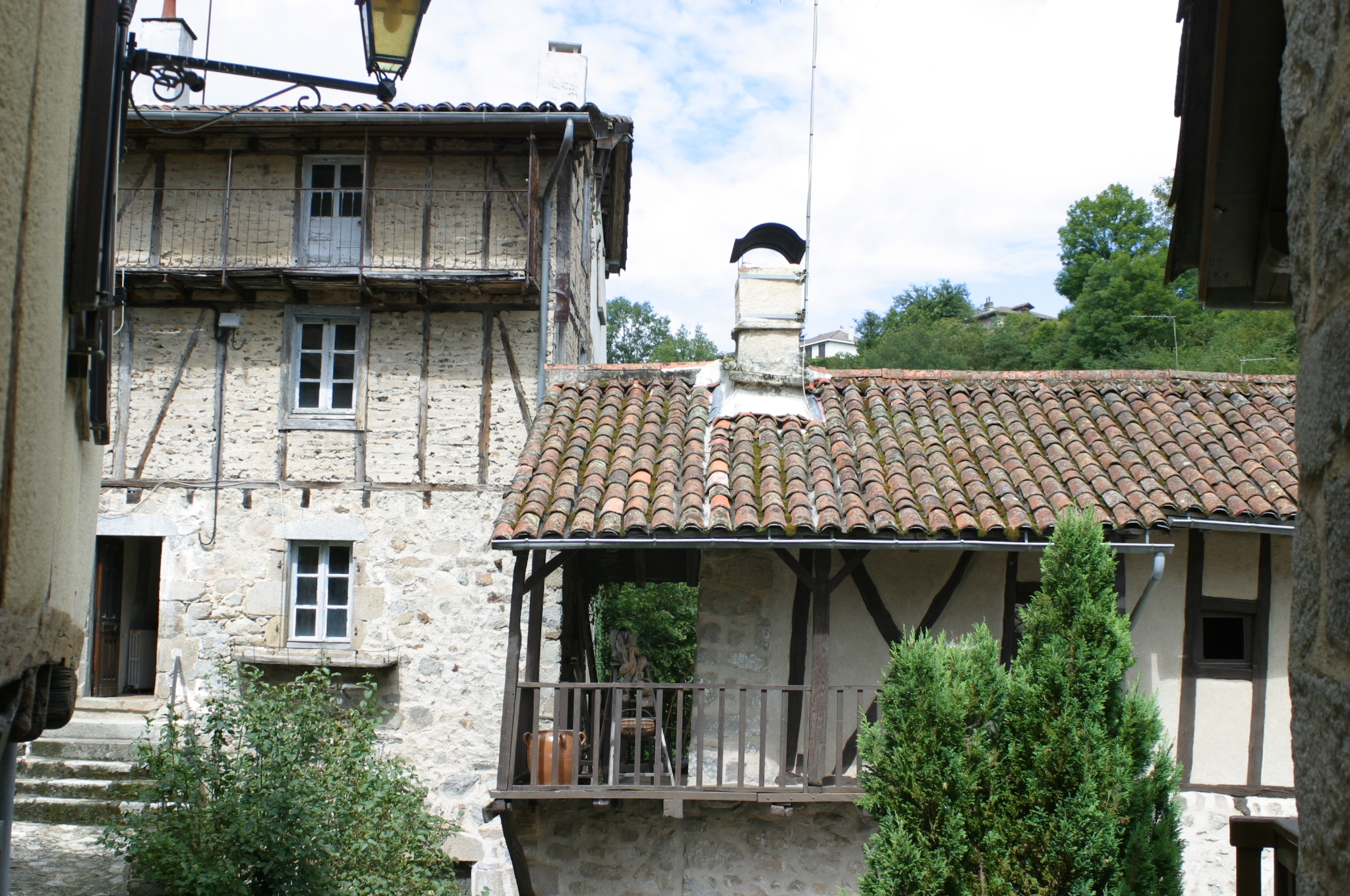
Maisons typiques.

### Personnalités liées à la commune
- Le dessinateur Jacques Faizant est né à Laroquebrou en 1918.
- René Cance, homme politique (1895-1982), conseiller général (PCF) du Havre (1935-1970), député du Havre de 1945 à 1968, maire du Havre 1956-1959 et 1965-1971.
- Le peintre Coutisson des Bordes est inhumé à Laroquebrou où il vivait une partie de l'année au château de Cavaroque.

### Héraldique
| Blason de Laroquebrou | Blason  | D'azur au chevron d'or accompagné en chef de deux rocs d'échiquier du même et en pointe d'une coquille d'argent. |
| Blason de Laroquebrou | Détails | Délibérations du conseil municipal du 25 janvier 1908). Voici le texte adopté : « Prendre aux chapelains de la Trémolière, anciens propriétaires de l'hôtel de ville, le chevron et les deux rocs affrontés et les compléter par la coquille qui faisait partie des anciennes armes de la ville (seigneurs de La Roquebrou - 1789). » Le statut officiel du blason reste à déterminer. |